# Mortal Kombat Advance
Mortal Kombat Advance es un videojuego de lucha desarrollado por Virtucraft y publicado por Midway Games exclusivamente para la Game Boy Advance en 2001. Forma parte de la serie de juegos de lucha Mortal Kombat y es una versión portátil de Ultimate Mortal Kombat 3, aunque se diseñó con la intención de evocar lo mejor de los tres primeros juegos de la serie y de Mortal Kombat Trilogy.  
El juego permite a los jugadores controlar a uno de los múltiples personajes jugables, que lucha uno contra uno contra un oponente controlado por la consola o por el jugador. El juego permite usar varios combos, así como Fatalities al final del combate. Debido a que la Game Boy Advance tenía menos botones que las máquinas recreativas en las que se lanzaron originalmente los juegos, los diseñadores tuvieron que modificar el control de Mortal Kombat Advance.  
Tras su lanzamiento, Mortal Kombat Advance recibió críticas muy negativas. Fue duramente criticado por sus controles mediocres, gráficos de baja calidad y una inteligencia artificial mal programada para los oponentes controlados por computadora. GameSpot lo consideró el peor juego de 2002 y GamesRadar+ lo citó como uno de los peores videojuegos de todos los tiempos.  

## Jugabilidad
Mortal Kombat Advance se basa en Ultimate Mortal Kombat 3 y permite a los jugadores controlar a uno de los múltiples personajes jugables en combates individuales contra oponentes controlados por la consola o por el jugador. El objetivo es agotar por completo la barra de salud del oponente, evitando que este agote la del personaje del jugador. Esto se puede lograr tanto con ataques simples como con combos, que se realizan mediante combinaciones de botones. Un personaje debe derrotar al oponente al menos dos veces para ganar la partida. Los jugadores reciben las indicaciones "Finish Him!" o "Finish Her!", en cuyo caso pueden atacarlo normalmente o realizar un combo de botones para iniciar un Fatality, que acaba con el oponente de una forma brutal. 
Esta versión tiene dos botones menos a los utilizados en UMK3, que dio lugar a que en muchos movimientos especiales en algunas secuencias, los botones fueran modificados. La violencia en esta versión fue reducida debido a que está dirigido a fanáticos más jóvenes que utilizan la Game Boy Advance (aunque el juego sigue siendo calificado "M, para adultos"). La sangre se ve menos en esta versión del juego. Cada personaje (a excepción de Noob Saibot y los jefes finales) tiene un Fatality y un Friendship. Tres personajes ocultos que pueden ser desbloqueados al completar cualquier torre, menos la de novato (novice). Los personajes ocultos son Smoke (en su versión humana) superando la torre Warrior, Motaro, superando la torre Master y Shao Kahn, superando la torre Grand Master.

## Desarrollo
Mortal Kombat Advance fue desarrollado por Virtucraft, un estudio de desarrollo independiente con sede en Lancashire, creado para desarrollar videojuegos de Game Boy Color y posteriormente de Game Boy Advance. La editora Midway Games ya había contactado con Virtucraft para hablar sobre una posible colaboración, aunque Virtucraft estaba demasiado ocupado o, cuando no lo estaba, Midway no tenía juegos para desarrollar. Finalmente, coincidieron los plazos, lo que permitió a Virtucraft comenzar el desarrollo de Mortal Kombat Advance. Los diseñadores comenzaron a trabajar en la implementación del modo multijugador mediante el cable Game Link desde las primeras etapas del desarrollo. Al rediseñar el combate para Game Boy Advance, los desarrolladores tuvieron que modificar el sistema de control debido a la menor cantidad de botones de Game Boy Advance. Trabajaron con Midway para intentar que funcionara correctamente.
El juego fue diseñado como una fusión de lo mejor de los tres primeros Mortal Kombat, así como de Mortal Kombat Trilogy, aunque es principalmente una versión de Ultimate Mortal Kombat 3. Al diseñar los gráficos, lograron que el juego se viera prácticamente idéntico a las versiones arcade, aunque tuvieron que reducir su tamaño. Desarrollaron un sistema de compresión que permitía almacenar una gran cantidad de animaciones sin sacrificar la animación ni la calidad visual.
Antes de que se revelara Mortal Kombat Advance, el creador de la serie, Ed Boon, preguntó en su sitio web personal qué personajes de Mortal Kombat les gustaría ver a las personas y qué juego les gustaría ver en la Game Boy Advance. Cuando se reveló, estaba programado para una fecha de lanzamiento en diciembre de 2001. Fue lanzado el 12 de diciembre de 2001.

## Recepción
Mortal Kombat Advance recibió críticas "generalmente desfavorables" según el sitio web de agregación de reseñas Metacritic.
Jeff Gerstmann, de GameSpot, afirmó que "se juega prácticamente nada igual que el juego en el que se basa". Añadió que los gráficos son buenos, los controles responden bien y que es el primer Mortal Kombat portátil en el que ejecutar movimientos especiales no resulta excesivamente frustrante, pero que las diferencias en la sincronización y la dificultad para golpear a un oponente con un uppercut impiden que se sienta como un juego de Mortal Kombat. Además, criticó que la implacable IA de la computadora imposibilita ganar en el modo de un jugador sin recurrir a tácticas baratas. En Electronic Gaming Monthly, recibió un 0, un 1,5 y un 0,5 sobre 10. La puntuación de 0 fue la primera en la historia de la revista, otorgada por el editor Dan Hsu, quien aclaró que "no fue una errata de imprenta" y que era peor que todos los demás juegos de lucha malos juntos. Criticó duramente el juego por su falta de contenido y su programación de baja calidad. También sentía que la IA de la computadora era injusta y estúpida al mismo tiempo, y era uno de los juegos con más fallos que jamás había jugado.
El escritor de AllGame, Skyler Miller, consideró que el audio y los gráficos eran de calidad, pero que la dificultad era "brutal" debido en parte a los controles deficientes. El escritor de IGN, Craig Harris, anticipó lo que Virtucraft podría hacer con este título, comentando que al adaptar un juego muy querido, es importante hacerlo bien por la respuesta de los fans. Dijo estar "destrozado" por el trabajo de Virtucraft, ya que consideró que era relativamente sencillo hacerlo bien gracias a la disponibilidad de materiales y planos. Mencionó que la IA pobre era el mayor defecto del juego, pero también criticó los controles por ser descuidados y no estar probados. El escritor de Game Informer, Justin Leeper, afirmó que, independientemente del contenido o la "precisión arcade", los controles dificultan una buena experiencia de juego. El escritor de Nintendo World Report, Andrés Rojas, consideró que, a pesar del buen audio y los gráficos, los controles deficientes, la lentitud y la IA lo hacen un juego terrible de jugar.
Varios medios han considerado a Mortal Kombat Advance un videojuego particularmente malo. Ganó el premio al "Peor Juego para Game Boy Advance" en los premios "Best and Worst of 2002" de GameSpot. En 2017, GamesRadar+ lo clasificó en el puesto número 13 de su lista de los 50 Peores Juegos de Todos los Tiempos. The Gamer lo incluyó en la lista de los peores juegos para Game Boy Advance debido a su pobre IA y controles, y Den of Geek lo calificó como el peor juego de Mortal Kombat. En su reseña de la saga, Nick Thorpe y Darran Jones de Retro Gamer afirmaron que desarrolladores talentosos como Crawfish Interactive pudieron adaptar juegos como Street Fighter Alpha 3 a la Game Boy Advance con poca pérdida de jugabilidad, y que Virtucraft realizó un port "bastante atroz" de Ultimate Mortal Kombat 3, señalando que las funciones eliminadas, la falta de ritmo en las películas y la descomunal dificultad convertían al juego en una "completa basura".